# Iglesia evangélica luterana (Roma)
La iglesia evangélica luterana, denominada en alemán Christuskirche (en italiano: Chiesa di Cristo), es el principal lugar de culto luterano de Roma, situado en el rione Ludovisi, en vía Sicilia.
Fue construida entre 1910 y 1922 bajo la dirección del arquitecto Franz Heinrich Schwechten, quien también es responsable de la Kaiser-Wilhelm-Gedächtniskirche en Berlín.
El 11 de diciembre de 1983, el papa Juan Pablo II visitó la iglesia y participó en un servicio ecuménico, la primera visita papal nunca realizada a una iglesia luterana. La visita tuvo lugar 500 años después del nacimiento de Martín Lutero, el monje agustino alemán que inició la reforma luterana. 
El 14 de enero de 2015, se celebró aquí la misa funeral de la actriz sueca Anita Ekberg.

## Enlaces externos

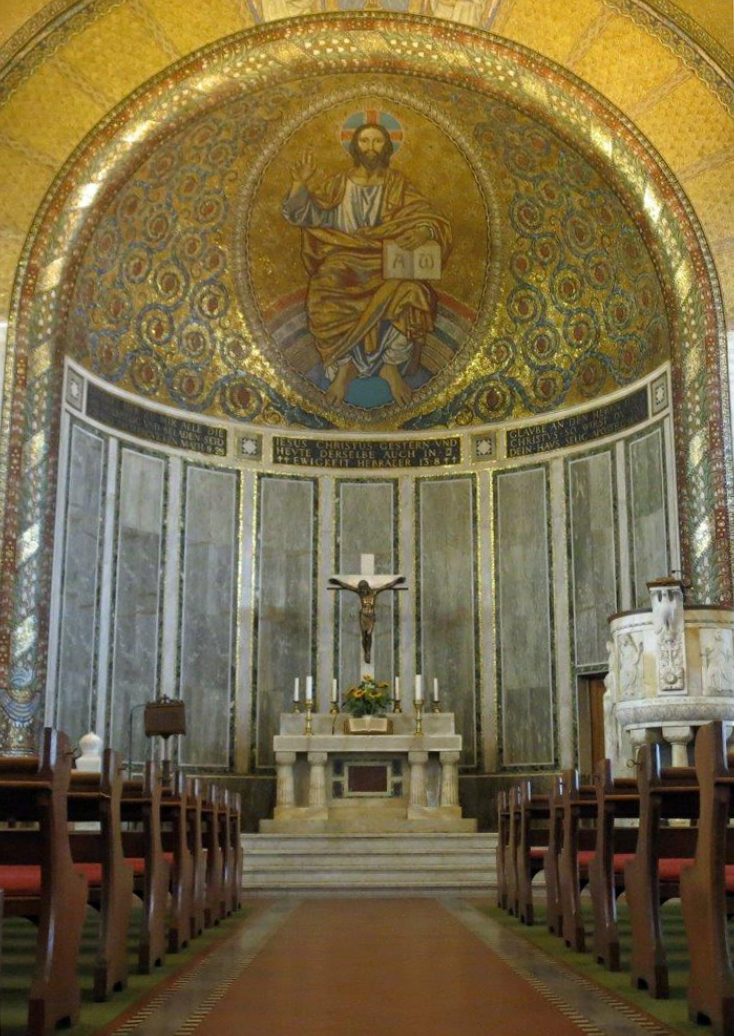
Interior de la iglesia: el altar mayor.